# چار بهوتا
چار بهوتا (به لاتین: Char Bhuta) یک روستا در بنگلادش است که در استان باریسال و در ناحیه بهولا واقع شده است.